# BM (Bologna)
BM is een Italiaans historisch merk van motorfietsen.
De bedrijfsnaam was Bonvicini Marino, Bologna.
Marino (Mario) Bonvicini begon in 1950 met de productie van lichte, 123- en 160cc-motorfietsen met Duitse ILO-tweetakt-inbouwmotoren. In de jaren 1952/1953 kwam er ook viertaktmodellen. De BM Lusso had een 100cc-NSU Fox-motor en er kwamen ook 125- en 250cc-modellen, waarvan het laatste zelfs een bovenliggende nokkenas had. In 1956 werd het aanbod nog eens flink uitgebreid met een 50cc-model, een 75cc-scooter, een 150cc-viertakt met vier versnellingen en een 75cc-triporteur. In de jaren daarna werden 50-, 75-, 83- en 125cc-modellen verkocht.
In de jaren zeventig ging men inbouwmotoren van Franco Morini gebruiken. Daarmee werden crossmotoren uitgebracht, maar ook de BM Velocino, een minimotorfiets met 10 inch wielen. De BM KS 50 had een Minarelli-tweetaktmotor met zes versnellingen en zelfs een schijfrem in het voorwiel. In de jaren tachtig werd het modellenaanbod snel kleiner. Men maakte alleen nog heel lichte modellen: de Boy Girl Lusso, de P6 Enduro en de KS 50.